# アンリ・ペンシス
アンリ・ペンシス（Henri Pensis, 1900年11月3日 - 1958年6月1日）は、ルクセンブルク出身の指揮者、作曲家。

## 経歴
1900年、ファフェンタル生まれ。ルクセンブルク音楽院でモーリス・デュパルロワにヴァイオリンを学び、13歳でヘンリク・ヴィエニャフスキの作品を弾きこなすまでになった。その後、ブリュッセルでセザール・トムソンの薫陶を受けた後、1921年から1926年までケルン音楽院に留学し、ブラム・エルデリングにヴァイオリン、コンラート・ラムラートやヘルマン・ウンガーらに音楽理論、ヘルマン・アーベントロートに指揮法を学んだ。
1933年にルクセンブルク放送交響楽団の初代首席指揮者になり、1939年まで務めた。1940年にアメリカに渡り、ニュージャージー・フィルハーモニー管弦楽団とスーシティ交響楽団の指揮者を務めた。第二次世界大戦終了後にヨーロッパに戻り、1946年にルクセンブルク交響楽団の首席指揮者に復帰し1958年まで務めた。